# Mohamed Husain
Pour les articles homonymes, voir Husain.
Mohamed Husain, de son nom complet Mohamed Husain Bahzad (arabe : محمد حسين), est un footballeur international bahreïni, né le 31 juillet 1980 au Bahreïn.
Il évolue actuellement au poste de défenseur avec le club de l'Al Nasr Riyad.

## Biographie

### En équipe nationale
Mohamed Husain a participé à la Coupe d'Asie en 2004 et 2007.

## Palmarès
- Al-Ahli :
  - Vainqueur de la Coupe d'Arabie saoudite en 2002

- Al-Qadsia :
  - Vainqueur de la Coupe de la Fédération du Koweït en 2008

- Umm Salal :
  - Vainqueur de la Coupe Sheikh Jassem du Qatar en 2009

- Al Nasr Riyad :
  - Champion du Championnat d'Arabie saoudite en 2014 et 2015
  - Vainqueur de la Coupe d'Arabie saoudite en 2014